# Kathedrale von Ragusa

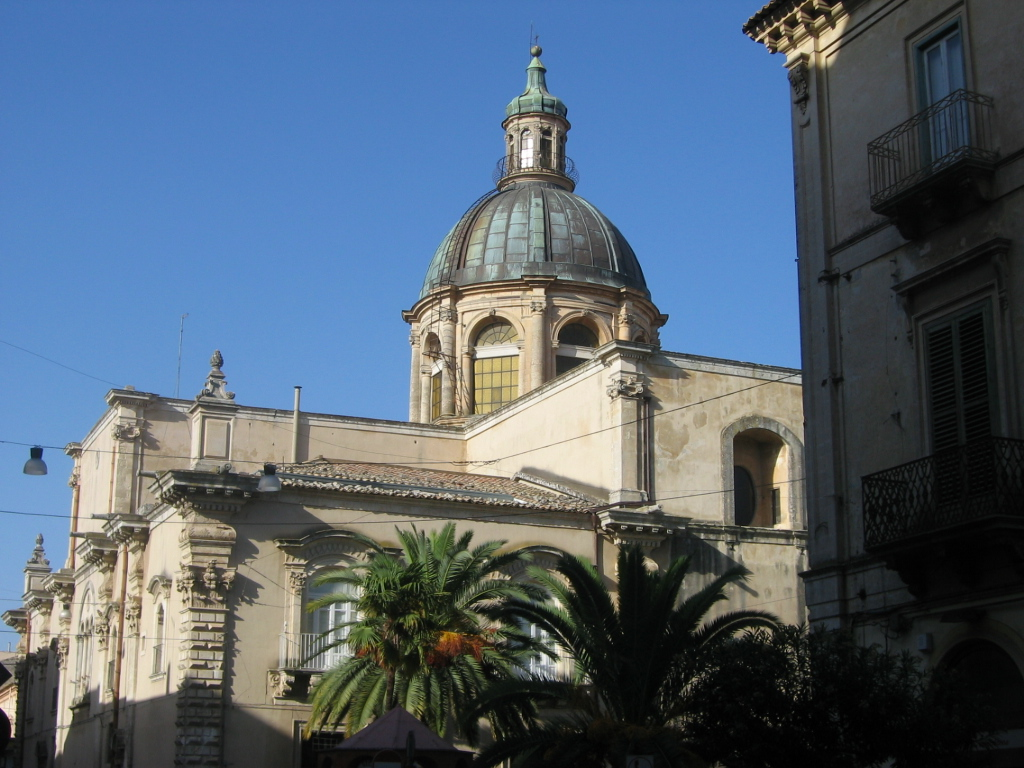
Kathedrale in Ragusa

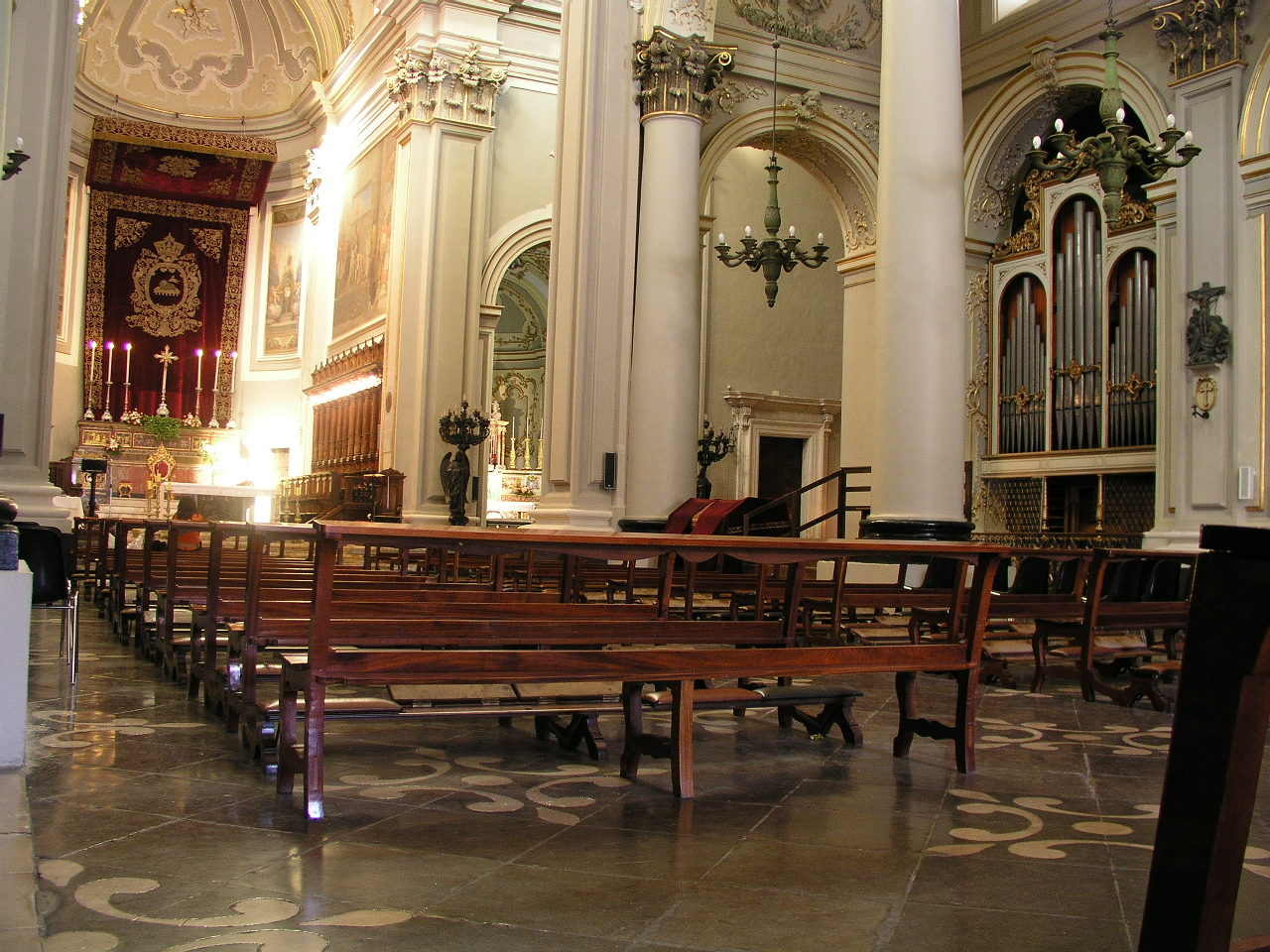
Innenansicht

Die Kathedrale San Giovanni Battista  in Ragusa ist die Kathedrale des Bistums Ragusa, einer Diözese in der Kirchenprovinz Syrakus der Kirchenregion Sizilien der Römisch-katholischen Kirche.
Nach dem Erdbeben von 1693 wurde die Oberstadt neu angelegt und von 1706 an die großzügig geplante Pfarrkirche errichtet, die 1760 vollendet wurde. Die gedrungen wirkende Kirche ist im Inneren durch ihre glatten Säulen charakterisiert. Die Ausstattung stammt aus dem 19. und 20. Jahrhundert.
Seit 1950 ist die Kirche Kathedralkirche des Bistums.